# Dieter Steinhilber
Dieter Steinhilber (* 1959) ist ein deutscher Pharmazeut und Hochschullehrer. Bekannt wurde er durch einige Sachbücher sowie die Übernahme der Präsidentschaft der Deutschen Pharmazeutischen Gesellschaft 2012.

## Werdegang
Steinhilber studierte Pharmazie an der Universität Tübingen, wo er 1987 mit Doktorgrad abschloss. Seine Dissertation befasste sich mit der Bestimmung und Beeinflussung der Leukotrien- und Lipoxinfreisetzung aus menschlichen Granulocyten. Im Anschluss folgte 1989 bis 1991 ein Auslandsaufenthalt als Post-Doc  am Karolinska-Institut Stockholm. Im Jahr 1994 habilitierte er sich und erhielt 1995 einen Ruf als Professor für Pharmazeutische Chemie an die Goethe-Universität Frankfurt am Main.
Seit 1999 ist er Direktor des Instituts für Pharmazeutische Chemie der Universität, von 1999 bis 2000 war er auch Dekan des Fachbereichs Biochemie, Pharmazie und Lebensmittelchemie. Ab 2003 wurde er Direktoriums-Mitglied des Zentrums für Arzneimittel-Forschung, -Entwicklung und -Sicherheit (ZAFES) an der Goethe-Universität.
Gemeinsam mit seinen Professoren-Kollegen Theo Dingermann und Manfred Schubert-Zsilavecz hat Steinhilber 2003 den Verein Frankfurter Pharmazieschule gegründet. Er gehört dem Kuratorium der Dr. Hilmer-Stiftung zur Förderung der Forschung auf pharmazeutischem Gebiet an, die Promotionsstipendien vergibt.
Von 2012 bis 2015 war er Präsident der Deutschen Pharmazeutischen Gesellschaft. Seit 2019 ist er Präsident der EUFEPS (European Federation for Pharmaceutical Sciences).

## Schriften
- Medizinische Chemie : Targets und Arzneistoffe ; 157 Tabellen, (mit  Manfred Schubert-Zsilavecz ; Hermann Josef Roth), Dt. Apotheker-Verlag, Stuttgart 2005. 660 S. ISBN 3-7692-3483-9
- Lifestyle-Arzneimittel (mit Gerald Klose, Manfred Schubert-Zsilavecz, Hans-Peter Volz, Hans Wolff), WVG, Stuttgart 2001[5]
- Instrumentelle Analytik für Pharmazeuten : Kurzlehrbuch, Original-Fragen und Kommentare zum GKP 1, (mit Andreas Dominik) Ulm ; Stuttgart ; Jena ; Lübeck : Jungjohann bei G. Fischer 1996, 383 S. ISBN 3-8243-1811-3
- Bestimmung und Beeinflussung der Leukotrien- und Lipoxinfreisetzung aus menschlichen Granulocyten, Dissertation Tübingen 1987, 109 S.

## Ehrungen sowie Auszeichnungen
- 2007: Dr. August and Dr. Anni Lesmüller Vorlesung
- 2021: Carl-Mannich-Medaille der Deutschen Pharmazeutischen Gesellschaft[4]